# 雨上がり (Sunyaの曲)
「雨上がり」（あめあがり）は、Sunyaの楽曲。自身が作詞・作曲を手掛けた1枚目のシングルとして2009年6月24日にKi/oon Recordsから発売された。

## 概要
表題曲の「雨上がり」は、テレビ東京系『JAPAN COUNTDOWN』2009年6月度オープニングテーマ。毎日放送・2009年10月度おいしいうた。
「上を向いて歩こう」は坂本九のカバー曲。

## 収録曲

### CD
| #  | タイトル                     | 作詞   | 作曲     | 編曲     |
| -- | ---------------------------- | ------ | -------- | -------- |
| 1. | 「雨上がり」                 | Sunya  | Sunya    | 藤本和則 |
| 2. | 「恋蕾〜こいだま〜」         | Sunya  | Sunya    | 田中直   |
| 3. | 「上を向いて歩こう」         | 永六輔 | 中村八大 |          |
| 4. | 「雨上がり（Instrumental）」 |        |          |          |